# Aspidosperma huberianum
Aspidosperma huberianum é uma espécie de planta do gênero Aspidosperma.

## Taxonomia
A espécie foi descrita em 2019 por Andreza Stephanie de Souza Pereira.